# Gossip Girl (2021)
Gossip Girl är en amerikansk streamad TV-serie på HBO Max från 2021 framtagen av Joshua Safran. Serien är en så kallad uppföljare till den första Gossip Girl-serien som sändes mellan åren 2007 och 2012 och består för tillfället (april 2022) av en säsong samt tolv avsnitt. Serien hade premiär den 8 juli 2021. I september 2021 förnyades serien för en andra säsong. Den andra säsongen hade premiär den 1 december 2022. I januari 2023 lades serien ner efter två säsonger.
Inför den här serien har Kristen Bell som agerade som berättarröst i den förra Gossip Girl-serien kommit tillbaka för att återigen ta sig an denna roll. Utöver detta får man även bekanta sig med nya skådespelare och deras karaktärer. Bland de medverkande finns Jordan Alexander, Whitney Peak, Tavi Gevinson, Eli Brown, Thomas Doherty, Emily Alyn Lind, Evan Mock, Zión Moreno och Savannah Lee Smith. Serien utspelar sig precis som dess föregångare i New York.

## Rollista

### Större roller
- Jordan Alexander – Julien Calloway
- Whitney Peak – Zoya Lott
- Tavi Gevinson – Kate Keller
- Eli Brown – Otto "Obie" Bergmann IV
- Thomas Doherty – Max Wolfe
- Emily Alyn Lind – Audrey Hope
- Evan Mock – Akeno "Aki" Menzies
- Johnathan Fernandez – Nick Lott
- Adam Chanler-Berat – Jordan Glassberg
- Zión Moreno – Luna La
- Savannah Lee Smith – Monet de Haan
- Jason Gotay – Rafa Caparros (säsong 1)
- Todd Almond – Gideon Wolfe
- Laura Benanti – Kiki Hope
- Grace Duah – Shan Barnes (säsong 2; gäst säsong 1)
- Megan Ferguson – Wendy (säsong 2; återkommande säsong 1)

Under seriens gång agerar även Kristen Bell som berättarröst, vilket hon även gjorde i den förra Gossip Girl-serien. 

### Mindre roller
- John Benjamin Hickey – Roy Sachs
- Megan Ferguson – Wendy
- Luke Kirby – Davis Calloway
- Elizabeth Lail – Lola Morgan

### Gästroller
- Jeremy O. Harris – Sig själv
- Princess Nokia – Sig själv
- Azhy Robertson – Milo Sparks
- Yin Chang – Nelly Yuki
- Marc Shaiman – Sig själv
- Donna Murphy – Vivian Burton
- Lyne Renée – Helena Bergmann
- Malcolm McDowell – Roger Menzies
- Hettienne Park – Jodie Menzies
- Lucy Punch – Saskia Bates
- Zuzanna Szadkowski – Dorota Kishlovsky
- Wallace Shawn – Cyrus Rose
- Margaret Colin – Eleanor Waldorf-Rose
- Aaron Schwartz – Vanya
- Kathryn Gallagher – Heidi Bergmann
- Grace Duah – Shan Barnes
- Amanda Warren – Camille de Haan
- Anna van Patten – Grace Byron